# Foresta di Stele

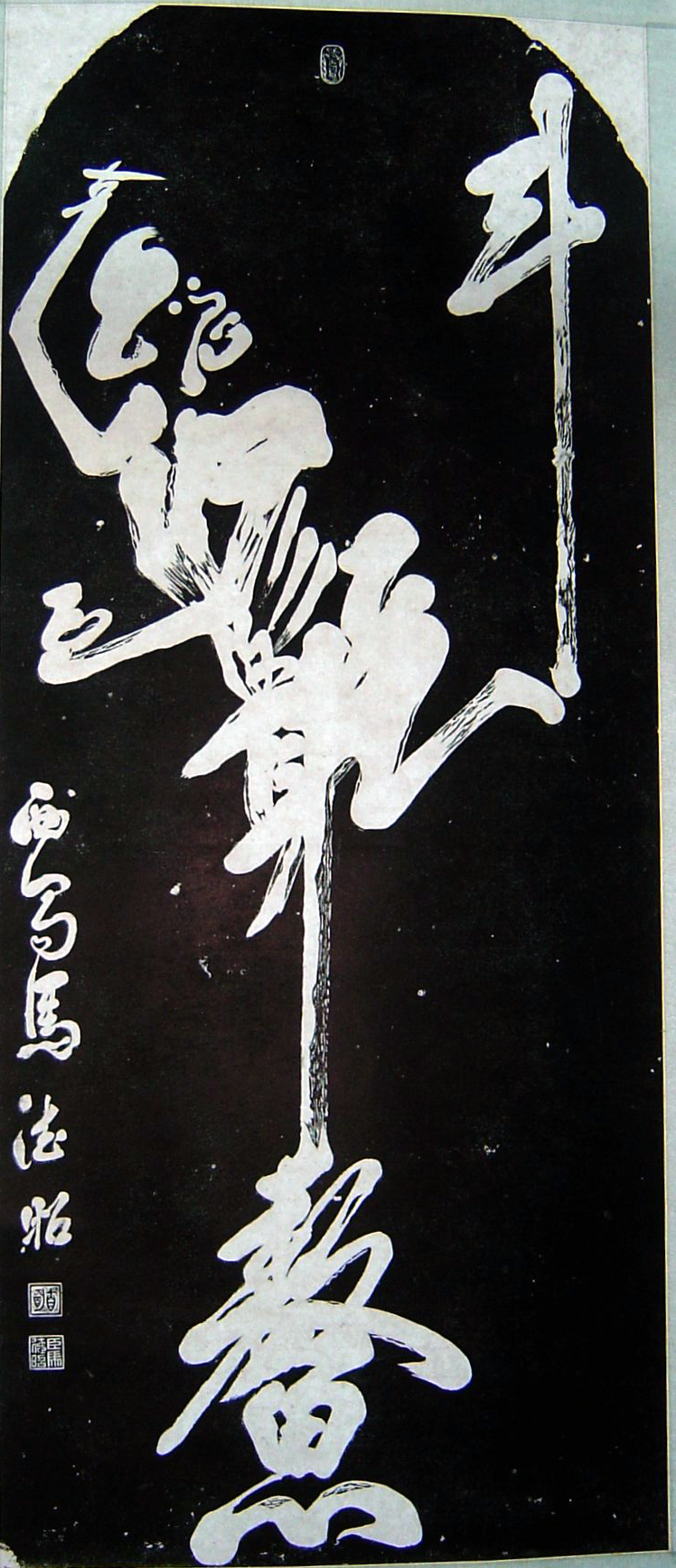
Una delle stele calligrafiche nel museo.

La foresta di Stele, o Xi'an Beilin Museum (碑林; pinyin: Bēilín) è un museo di stele e sculture di pietra che si trova a Xi'an, in Cina. Nel 1944 è stato il principale museo della provincia dello Shaanxi sul sito di quello che era nell'XI secolo il tempio di Confucio.
In seguito, grazie al gran numero di stele presenti, è stato ufficialmente ribattezzato con il nome di foresta di Stele nel 1992. Complessivamente, ci sono 3.000 stele nel museo, che si dividono in sette sale per le mostre, che mostrano principalmente opere di calligrafia, pittura e documenti storici. Custodisce anche la stele nestoriana, prezioso reperto archeologico che testimonia un'antica presenza cristiana in Cina.

## Cosa vedere nella Foresta di Stele
Questo museo ospita molte opere, documenti e codici che testimoniano lo sviluppo della cultura cinese, descrivono le interazioni passate della Cina con gli altri Stati, e sottolineano l'importanza che ha avuto Xi'an quando era capitale della Cina. L’esposizione copre un’area di 4900 metri quadrati. Lo stile architettonico del museo è davvero singolare. Ricorda infatti quello di un tempio confuciano, piuttosto che quello di un moderno museo.
Nel 1963, all’interno del Museo di Beilin, è stata istituita una sala espositiva che contiene preziosissime iscrizioni su pietra, di particolare interesse sono gli epitaffi ritrovati sulle tombe delle dinastie cinesi. Tuttavia, queste iscrizioni sono davvero difficili da comprendere, persino per gli studenti di calligrafia antica, perciò, per capire a fondo la storia di queste iscrizioni, ci sarà bisogno di una guida preparata che vi illustrerà il significato dei caratteri incisi sulle pietre.
All’interno di una delle sale espositive, vi sono 150 sculture risalenti alla dinastia degli Wei Settentrionali e dei Song, che testimoniano il livello elevato che raggiunse l’arte buddista a Chang’an. Nel 2011, questa sala espositiva è stata inserita all’interno della top 10 dei musei cinesi.
Le sale espositive sono 11 in totale. La prima sala è senza dubbio quella che contiene i reperti di maggiore importanza. Qui infatti cui sono custoditi delle pietre miliari della storia cinese, tra cui le opere che costituiscono lo Shisanjing 《十三经》, i 13 grandi classici della letteratura confuciana elaborati durante il periodo degli Stati Combattenti (475 a.c 221 a.c) da Confucio e i suoi allievi.